# Церква Пресвятої Трійці (Степове)
Церква Пресвятої Трійці в Степовому — парафія і храм греко-католицької громади Підгаєцького деканату Бучацької єпархії Української греко-католицької церкви в селі Степове Тернопільського району Тернопільської области.

## Історія церкви
Село належало до греко-католицької парафії Новосілки — «Ленчівка». Навесні 1989 року громада вирішила збудувати нову церкву. У 1990 році парафія приєдналася до УГКЦ.
Будівництво церкви розпочалося 14 липня 1990 року, коли парох о. Микола Сухарський освятив місце та наріжний камінь. Завершилося будівництво 14 червня 1992 року. Архітектором став Василь Зорик, а іконостас виготовив і встановив уродженець села Богдан Питель. Місцева влада виділила землю під цвинтар, де ховають жителів із сіл Поплави, Сонячне та Степове.
Храм Пресвятої Трійці освятив владика Бучацької єпархії Іриней Білик 3 вересня 2006 року.
При парафії діють спільнота «Матері в молитві» та Вівтарне братство. На території парафії встановлено хрести та статую Матері Божої.

## Парохи
- о. Микола Сухарський (1990—2001),
- о. Ігор Комарницький (2001—2006),
- о. Руслан Ковальчук (2006—2012),
- о. Василь Стасів (з 2012).